# Kapucinorden

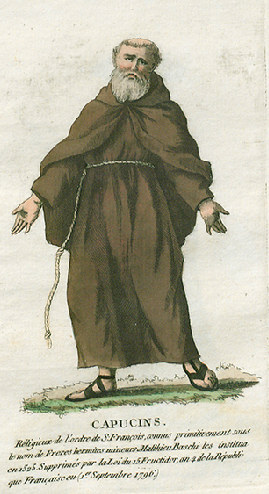
Kapucinbroder

Kapucinorden, latin Ordo fratrum minorum capucinorum, förkortat OFMCap, är en mendikantorden som 1517 med Leo X:s tillstånd avskildes från franciskanordens huvudgren, observanterna, på grund av interna stridigheter om tolkningen av fattigdomsidealet.
Kapucinerna bär en brun yllekåpa med lång kapuschong samt bär skägg. De är även verksamma i Sverige. Föreståndaren för ett konvent kallas gardian.

## Historik
I början av 1500-talet tog den franciskanske munken Matteo di Baschi ett beslut som skulle få långtgående konsekvenser och förändra inte bara hans eget liv, utan även klosterväsendet. Han ville leva ett ännu strängare och enklare liv än det han levde i sitt franciskankloster. Han ville ägna sig åt predikan och att ta hand om de allra sjukaste av de sjuka. Han ville skapa en ny orden. Av rädsla för att hans idé inte skulle bli väl mottagen gömde han sig en tid hos eremiter. Rädslan byttes dock i glädje och år 1525 blev han grundaren av kapucinorden som kom att bli en gren av franciskanorden. Idag finns det cirka 14 000 kapuciner i världen, och av dessa över 500 i Polen. En av de mest omtalade kapucinerna är Padre Pio som år 1918 enligt omstridda uppgifter fick Kristi fem sår på sin kropp och som senare kom att bli helgonförklarad av påve Johannes Paulus II år 2002.
År 1985 etablerade sig de första kapucinerna i Sverige efter beslut om att den polska provinsen skulle utökas och även innefatta Sverige. En provins eller en kustodia är en självständig enhet, vilken i sin tur kan delas upp i lokala kommuniteter.

## Kapucinorden i Sverige
År 2003 bildade kapucinerna i Sverige en egen kustodia. Nio polska kapucinerbröder hör till den nya svenska kustodian och är bosatta i tre lokala kommuniteter i Stockholm (Nacka), Skövde och Angered i Göteborg. Varje kommunitet består av minst tre kapucinerbröder som avlagt löften och bor i ett kloster som styrs av en lokal föreståndare, en så kallad gardian. Huvudansvarig för de svenska lokala kommuniteterna är kustodians föreståndare (Superior Regularis eller Custos) Marek Rubaj, som är bosatt i Sverige sedan år 1994. Han är kyrkoherde sedan år 1998 i S:t Konrads katolska församling i Nacka. Vid sidan av sina kyrkliga uppdrag gjorde han sin fil. lic. i moralteologi på Katolska univetsitetet i Lublin 2000.
En historisk händelse för kapucinorden i Sverige ägde rum i slutet av 2003. Den 18 och 19 november 2003 samlades alla kapuciner i Skövde för sitt Första kapitel. I närvaro av provinsföreståndare Slawomir Siczek och vice-provinsföreståndare Andrzej Derdziuk från Warszawa diskuterades bland annat stadgar för kapuciner verksamma i Sverige, kapitlets ordning, det pastorala arbetet i Stockholm samt aktuella ärenden.